# Pelastoneurus gabonensis
Pelastoneurus gabonensis är en tvåvingeart som beskrevs av Grichanov 2004. Pelastoneurus gabonensis ingår i släktet Pelastoneurus och familjen styltflugor.
Artens utbredningsområde är Gabon. Inga underarter finns listade i Catalogue of Life.